# RadioVisie.eu
RadioVisie is een Nederlandstalige nieuwswebsite die de radiosector van Nederland en België volgt. RadioVisie ontstond in 1973 als gedrukt maandblad, Vereniging Vrije Radio, van de Vereniging voor Vrije Radio. In 1979 volgde dan de naamsverandering naar RadioVisie.
In 1984 stopte het magazine ermee, door gebrek aan financiële middelen en vrijwilligers. In 1995 kwam dan de revival, de website RadioVisie.eu werd opgezet, eerst met het archief van het tijdschrift, later ook met dagelijks nieuws. Vandaag werken een twintigtal mensen mee aan de website.
RadioVisie ondersteunt kleinschalige radiozenders, en heeft specifieke aandacht voor de toekenning van zendvergunningen door de Vlaamse regering, eerst in 2003 en daarna in 2021.